# Хуарес (футбольний клуб)
«Хуарес» (ісп. Fútbol Club Juárez), також відомий як «Бравос де Хуарес» (ісп. Bravos de Juárez) — мексиканський футбольний клуб з міста Сьюдад-Хуарес, штату Чіуауа. Домашні матчі команда проводить на Олімпійському стадіоні Беніто Хуарес, який вміщує 22 300 глядачів.

## Історія
Історія «Хуареса» бере свій початок у 2015 році, коли група підприємців на чолі з Алехандро де ла Вегою вирішила повернути Сьюдад-Хуарес до еліти мексиканського футболу. Останнім клубом, який представляв найбільше місто штату Чіуауа на найвищому рівні, був «Індіос». Ця команда провела 2 сезони (з 2008 по 2010 рік) у Прімері та була ліквідована у 2012 році. Новий одноіменний клуб, що виник на його основі, показував гнітючі результати в третій за рівнем лізі Мексики і не відрізнявся видатною роботою менеджменту клубу.
7 червня 2015 року було оголошено про вступ клубу «Хуарес» в Ассенсо МХ, другий за силою дивізіон країни. У першому ж своєму турнірі цієї ліги, Апертурі 2015, «Хуарес» зумів посісти друге місце в регулярному турнірі, поступившись першим рядком команді «Лобос БУАП» лише за різницею м'ячів. У плей-оф «Хуарес» не без труднощів здолав відповідно в 1/4 і 1/2 фіналу команди «Кафеталерос де Тапачула» і «Мінерос де Сакатекас». У фіналі йому протистояв іменитий клуб «Атланте». Програвши першу зустріч у гостях з мінімальним рахунком, вдома «Хуарес» переміг 3:0 триразового чемпіона Мексики, ставши чемпіоном Апертури 2015. У стикових матчах за право на підвищення до Ліги МХ поступився чемпіону Клаусури 2016, клубу «Некаса».
11 червня 2019 року клуб «Лобос БУАП» продав франшизу «Хуаресу». З цієї причини в сезоні 2019/20 «Хуарес» дебютував у Прімері Мексики, незважаючи на те, що в попередньому сезоні команда посіла лише 14-е місце в Лізі Ассенсо.

## Досягнення
- Чемпіон Ассенсо МХ (1): Апертура 2015